# Puzzle 2
Puzzle 2 è un dorama primaverile in 10 puntate di TV Asahi andato in onda nel 2008. Da non confondere con l'omonima miniserieTv dell'anno precedente sempre con Yūsuke Yamamoto tra i personaggi principali.

## Trama
Misako è una giovane sensei d'inglese trentenne, non molto apprezzata in verità dai suoi studenti com insegnante, essendo più brava a discutere i questioni di denaro e d'amore piuttosto che della sua materia... ed è molto brava a nasconderlo agli occhi dei colleghi!
Ha però una qualità indubbia, una bravura ai limiti dell'incredibile nel comporre i puzzle: a causa di questa sua particolare dote, la si vedrà insieme a tre dei suoi migliori e più intelligenti allievi, affrontare vari enigmi e misteri... a caccia d'un fantomatico tesoro.

## Protagonisti
- Satomi Ishihara - Ayukawa Misako
- Yūsuke Yamamoto - Imamura Shinichi
- Ryō Kimura - Kanzaki Akira
- Kento Nagayama - Tsukamoto Yoshio
- Sayuri Iwata - Matsuo Yuko
- Chiaki Sato - Takamura Michiru
- Aki Asakura - Wada Hitomi
- Hiromasa Tsujimoto (辻本嘉真) - Nagatsuka Kenichi
- Norihito Kaneko - Oomichi Goro
- Sansei Shiomi - Kamata Torahiko

### Star ospiti
- Hisashi Igawa - Ryuzaemon Aoyagi (ep.1)
- Teruhiko Saigo - (ep.1)
- Masako Miyaji - (ep.1)
- Keiko Oginome - (ep.1)
- Shoko Ikezu - (ep.2)
- Sabu Kawahara - (ep.2)
- Susumu Kurobe - Shinto Priest (ep.2)
- Gitan Otsuru - (ep.2)
- Maki Kubota - (ep.2)
- Kamejiro Ichikawa - (ep.3)
- Jun Miho - Kumiko Kuroda (ep.3)
- Taro Omiya - (ep.3)
- Mari Nishio - (ep.3)
- Yosuke Saito - (ep.4)
- Kenichi Yajima
- Reiko Kusamura - (ep.5)
- Shinobu Kawamata - (ep.5)
- Yoko Yamamoto - (ep.5)
- Akira Kitamura - (ep.5)
- Shizuka Ochi - (ep.5)
- Kenji Anan - (ep.6)
- Kazuaki Hankai - (ep.6)
- Natsumi Nishida - (ep.6)
- Toru Minegishi - (ep.6)
- Ayako Kobayashi - (ep.6)
- Jiro Dan - (ep.6)
- Yusuke Shoji - (ep.6)
- Denden - (ep.7)
- Ryota Nakanishi - (ep.7)
- Akira Hamada - (ep.7)
- Shinobu Nakayama - (ep.8)
- Ken Nishida - (ep.8)
- Mantaro Koichi - (ep.8)
- Koichi Otake - (ep.8)
- Yasufumi Hayashi - (ep.9)
- Yuichi Yasoda - (ep.9)
- Kaori Takahashi - (ep.9)
- Yoshiyuki Ishizuka - (ep.9)
- Shinya Owada - (ep.10)
- Ikuji Nakamura - (ep.10)
- Satoshi Hashimoto - (ep.10)

## Episodi
1. The greedy teacher and the hidden message of the heir! The will that calls upon death!!
2. The rock that hovers! The 100 year old curse! The mysterious shrine maiden
3. The mansion of the murder quiz! The secret message written in blood
4. The ghost of the abandoned school, the mysterious burned corpse and the secret message!
5. Fighting over the hot boys! Choosing the bride for the old family
6. The letter from the dead! The blood-soaked doll
7. If you listen to the cursed message, you are sure to mercilessly die
8. The invitation of murder, the greedy teacher VS the beautiful secretary
9. The oni lives! The cursed village festival that eats you up
10. The last puzzle. Pirate's secret treasure and signal